# Мандрони (Беневенто)
Мандрони је насеље у Италији у округу Беневенто, региону Кампанија.
Према процени из 2011. у насељу је живело 78 становника. Насеље се налази на надморској висини од 808 м.